# Мати Вістлера
«Аранжування в сірому і чорному. Мати художника» (англ. Arrangement in Grey and Black: The Artist's Mother) — найбільш відома з робіт англо-американського художника Джеймса Вістлера. Картина нині перебуває в музеї д'Орсе в Парижі, іноді «роблячи тури» по всьому світу.

## Історія створення
Для картини позувала мати художника Ганна Макнейл Вістлер (англ. Anna McNeill Whistler), що жила в Лондоні з сином. Є кілька версій створення картини, за однією з них Ганна Вістлер послужила як заміна для іншої моделі, в останній момент. За іншою версією передбачалося, що спочатку модель Вістлера повинна була позувати стоячи, але, для літньої матері довге позування стоячи було дуже обтяжливим.
Вперше картина була представлена на 104-й виставці Королівської академії мистецтв у Лондоні (1872), але була відхилена академією. Цей епізод посилив розрив між Вістлером і британським світом мистецтва, це була остання картина, представлена художником на затвердження академії.

## Значення картини
Те, що ця картина стала відома, як символ «культу матері», що отримав поширення вже в наш час, засмутило б Вістлера — художник завжди хотів, щоб його картини цінували тільки за їх формальні гідності. «Аранжування в сірому і чорному» можна побачити у фільмах, серіалах і навіть мультфільмах, недарма Вістлер вважав свої картини аналогами музичних п'єс і називав їх «симфоніями» або «ноктюрнами».

## У популярній культурі
- Картина з'являється в декількох епізодах Сімпсонів: «Бутон троянди», «Проблеми з трильйонів», «Бернс і бджоли».
- Навколо цієї картини був побудований сюжет фільму «Містер Бін». У фільмі містер Бін, куратор «Лондонської Національної галереї», був посланий до Америки, щоб проконтролювати передачу картини «Мати художника» в художню галерею Лос-Анджелеса за $ 50 млн (USD). У цій історії, містер Бін псує картину розчинником і непомітно замінює її репродукцією.
- Пісня «Mother» Джона Леннона присвячена матері Вістлера.
- У мюзиклі Anything Goes Кола Портера.
- У фільмі «Голий пістолет 2½» у одного з героїв лунина у формі Матері Вістлера.